# Рей, Хосе Мануэль
Хосе Мануэль Рей (исп. José Manuel Rey; род. 20 мая 1975, Каракас) — венесуэльский футболист, выступавший на позиции защитника; тренер.

## Биография
За свою карьеру Рей в основном выступал за столичный венесуэльский клуб «Каракас», в эту команду он возвращался 5 раз с момента первого периода выступлений в 1996—1999 годах. Также он выступал за различные европейские и южноамериканские клубы: дважды за эквадорский «Эмелек», шотландский «Данди», испанскую «Понтеведру», колумбийский «Атлетико Насьональ», кипрский АЕК Ларнака. В 1995 году он был игроком команды «Депортиво Ла-Корунья», но за сезон не сыграл ни одного официального матча за этот клуб.
За сборную Венесуэлы дебютировал 8 июня 1997 года в рамках квалификационного турнира к чемпионату мира 1998 против сборной Боливии (счёт 1:1) в Валере.
13 октября 2007 года Рей забил красивейший гол со штрафного удара с 45 метров в ворота сборной Эквадора в рамках отборочного турнира к чемпионату мира 2010. Венесуэла выиграла 1:0, и это было первое поражение сборной Эквадора в Кито за последние шесть лет.
6 сентября 2008 года Рей стал первым игроком, достигшим отметки в 100 сыгранных матчей за сборную Венесуэлы. Это произошло в матче против Перу на стадионе Монументаль U в Лиме, в котором венесуэльцы уступили со счётом 0:1.

## Титулы и достижения
- Чемпион Венесуэлы (6): 1996/97, 2003/04, 2006/07, 2008/09, 2009/10, 2011/12
- Чемпион Чили (1): Кл. 2009
- Участник Кубка Америки (6): 1997, 1999, 2001, 2004, 2007, 2011
- Полуфиналист Кубка Америки 2011